# 무한도전 서해안고속도로 가요제
《서해안고속도로 가요제》는 MBC 《무한도전》에서 2011년에 방송된 〈서해안고속도로 가요제〉편에 등장하였던 곡들이 수록되어 있는 음반이다. 앨범 제작비와 유통비를 제외한 판매수익금 전액은 불우이웃 돕기 성금으로 사용되었다.

## 서해안고속도로 가요제

### 개요
2007년 강변북로 가요제와 2009년 올림픽대로 듀엣가요제는 당일까지 모든 촬영이 끝난 후 방영이 되었던 것과는 달리, 촬영이 된 직후인 2011년 4월 30일 무한도전 가요제 디너쇼로 첫 방영이 되었다. 이후 멤버들에게 아티스트 파트너들이 정해진 후부터 가요제 당일까지 전체 과정이 2011년 6월 11일부터 7월 2일까지 4주에 걸쳐 방영되었다. 6월 2일 경기도 일산 MBC 드림센터에서 이뤄진 무한도전 가요제 특집 녹화에서 가요제의 정식 명칭이 '서해안 고속도로 가요제'로 결정되었다. 무한도전 팀은 가요계 개최에 앞서 단결력을 키우기 위해 각각 파트너들과 강화도로 1박 2일의 MT를 떠났다.
이후 2011년 6월 8일 SNS와 온라인 커뮤니티 사이트를 통해 서해안 고속도로 가요제의 녹화장소가 충남 당진군 행담도 휴게소로 정해진 사실이 공개되었다. 또한 이 대회에서는 특별히 참가팀 모두에게 대상을 수여했으나, 이러한 이유로 인해 다음 가요제에서는 순위매김을 하지 않았다.
그 동안 언론과 시민에 철저하게 비공개로 진행됐던 기존 가요제와 달리 녹화 현장이 사전에 공개되면서 행담도 휴게소 인근에는 가요제를 보기 위해 발걸음한 시민들로 진풍경을 이뤘다. 제작진은 당초 약 100여 명 정도를 수용할 수 있는 관객석을 마련했지만 1만여 명의 인파가 몰리면서 고속도로 교통 트위터에 “서해안 행담도휴게소는 만차 및 혼잡으로 인해 진입이 어려우니 서산휴게소 및 화성휴게소를 이용 바랍니다.”라는 안내 문구를 내보낼 정도로 인근 교통이 마비될 지경이었다. 이날 가요제는 뜨거운 시민들의 열기 속에 성황리에 개최됐다.

### 공연 순서 및 순위
| 순서        | 팀명         | 가수                          | 곡명                   | 비고   |
| ----------- | ------------ | ----------------------------- | ---------------------- | ------ |
| 1           | 파리돼지앵   | 정형돈, 정재형                | 순정마초               |        |
| 2           | 바닷길       | 바다, 길                      | 나만 부를 수 있는 노래 |        |
| 3           | GG           | 박명수, G-DRAGON (Feat. 박봄) | 바람났어               |        |
| 4           | 센치한 하하  | 하하, 10cm                    | 죽을래 사귈래          |        |
| 스페셜 무대 | 센치한 하하  | 하하, 10cm                    | 찹쌀떡                 | 앙코르 |
| 5           | 스윗콧소로우 | 정준하, 스윗소로우            | 정주나요               |        |
| 스페셜 무대 | 처진 달팽이  | 유재석, 이적                  | 압구정 날라리          |        |
| 6           | 철싸         | 노홍철, 싸이                  | 흔들어 주세요          |        |
| 7           | 처진 달팽이  | 유재석, 이적                  | 말하는 대로            |        |

## 수록곡
| #             | 제목                                             | 작사               | 작곡                     | 편곡               | 재생 시간 |
| ------------- | ------------------------------------------------ | ------------------ | ------------------------ | ------------------ | --------- |
| 1.            | 〈압구정 날라리〉 (처진 달팽이(유재석, 이적)     | 유재석,이적        | 이적                     | 이적               | 3:01      |
| 2.            | 〈바람났어(Feat.박봄)〉 (GG 박명수, G-DRAGON)    | G-DRAGON           | G-DRAGON, Teddy, e.knock | Teddy, e.knock     | 3:25      |
| 3.            | 〈정주나요〉 (스윗 콧소로우(정준하, 스윗소로우)) | 정준하, 스윗소로우 | 정준하, 스윗소로우       | 정준하, 스윗소로우 | 4:14      |
| 4.            | 〈죽을래 사귈래〉 (센치한 하하(10cm, 하하)       | 십센치             | 십센치                   | 십센치             | 3:15      |
| 5.            | 〈흔들어 주세요〉 (철싸(노홍철, 싸이))           | 싸이               | 싸이                     | 싸이               | 3:18      |
| 6.            | 〈나만 부를 수 있는 노래〉 (바닷길(길, 바다))    | 길                 | 개리                     | 길                 | 3:55      |
| 7.            | 〈순정마초〉 (파리돼지앵(정형돈,정재형))         | 정재형             | 정재형                   | 정재형             | 3:48      |
| 8.            | 〈말하는 대로〉 (처진 달팽이 (유재석, 이적)      | 유재석, 이적       | 이적                     | 이적               | 3:42      |
| 9.            | 〈찹쌀떡〉                                       | 십센치             | 십센치                   | 십센치             | 3:41      |
| 총 재생 시간: | 총 재생 시간:                                    | 총 재생 시간:      | 총 재생 시간:            | 총 재생 시간:      | 39:49     |